# Кибрайский район
Кибрайский район (тума́н; узб. Qibray tumani / Қибрай тумани) — район Ташкентской области Республики Узбекистан. Административным центром районом является посёлок городского типа Кибрай.

## История
Был образован в 1933 году под названием Орджоникидзевский район. В 1956 году Казахская ССР передала Узбекской ССР часть земель Голодной степи.
Также Ташкентской области был передан Бостандыкский район ЮКО (ныне — Бостанлыкский район) и часть Орджоникидзевского района (ныне — Кибрайский район).
14 декабря 1959 года к Орджоникидзевскому району был присоединён Карасуйский район.
Район был упразднён в 1963 году, а уже в 1964-м восстановлен.
В 1992 году комиссия по топонимике изучала вопрос переименования Орджоникидзевский района. Председателем комиссии Ж.Хоназаровом продвигалось предложение переименования в Буз-сувский район. После продолжительных дебатов, по инициативе представителя посёлка Кибрай Б.Усмонова, Орджоникидзевский район был переименован в Кибрайский район 9 апреля 1992 года.

## География
Граничит на севере с Казахстаном (56,1 км), а также с Ташкентским, Мирзо-Улугбекским,
Юкори Чирчикским, Бостанлыкским районами, городами Чирчик и Ташкент.

## Административно-территориальное деление
По состоянию на 1 января 2011 года, в состав района входят:
- 16 городских посёлков:

1. Кибрай (центр),
2. Алишерабад,
3. Аргин,
4. Геофизика,
5. Дурмон,
6. Ёшлик,
7. Куприк Боши,
8. Маданият,
9. Мустакиллик,
10. Нурафшон,
11. Салар,
12. Тараккиёт,
13. Уймаут,
14. Ункургон-1,
15. Уткир,
16. Х. Амиров.

- 10 сельских сходов граждан:

1. Байткурган,
2. Енарык,
3. Зафаробод (бывший Майский),
4. Кипчак,
5. имени Маткабулова,
6. Окковок,
7. Тузель,
8. Ункурган,
9. Чинабад,
10. Янгиабад.